# Маркес, Рафаэль (боксёр)
Рафаэль Маркес (исп. Rafael Márquez; 25 марта 1975, Мехико, Федеральный район, Мексика) — мексиканский боксёр-профессионал. Чемпион мира в легчайшей (версия IBF, 2003—2007) и 2-й легчайшей (WBC, 2007) весовых категориях. Младший брат Хуана Мануэля Маркеса.

## Профессиональная карьера

### 1995—2001
Дебютировал в сентябре 1995 года. В 1-м же бою встретился с бывшим чемпионом мира в легчайшем весе по версии WBC Виктором Рабаналесом. Маркес проиграл нокаутом в 8-м раунде.

### 6 октября2001Рафаэль Маркес —Марк Джонсон
- Место проведения:  Мемориал Колисеум, Корпус Кристи, Техас, США
- Результат: Победа Маркеса раздельным решением в 10-раундовом бою
- Статус: Рейтинговый бой
- Рефери: Роберт Гонсалес
- Счет судей: Рэй Хоукинс (93—94 Джонсон), Гейл Ван Хой (96—91 Маркес), Люси Роджерс (94—93 Маркес) — при первом объявлении результата ринганнонсер сообщил оценки судьи Роджерс 97-94 в пользу Джонсона
- Вес: Маркес 53,50 кг; Джонсон 53,40 кг
- Трансляция: HBO

В октябре 2001 года Маркес встретился с чемпионом в двух весовых категориях американцем Марком Джонсоном. Поединок был близким. В конце 10-го раунда Джонсон провёл спуртовую атаку. Маркес пытаясь, спастись, наклонился. Джонсон провёл серию ударов по почкам. Рефери приостановил поединок и снял с Джонснона одно очко. По окончании 10-ти раундов мнения судей разделились: посчитал победителем мексиканца, а двое американца. Зал решение встретил недовольным гулом. Однако позднее выяснилось, что произошла ошибка в подсчёте голосов. В тот же вечер, после другого поединка, было объявлено, что победил раздельным решением судей Рафаэль Маркес.

### 23 февраля2002Рафаэль Маркес —Марк Джонсон(2-й бой)
- Место проведения:  Мандалей Бэй Ресорт энд Касино, Лас-Вегас, Невада, США
- Результат: Победа Маркеса техническим нокаутом в 8-м раунде в 12-раундовом бою
- Статус: Отборочный бой за титул IBF в легчайшем весе
- Рефери: Тони Уикс
- Время: 2:41
- Вес: Маркес 53,30 кг; Джонсон 53,30 кг
- Трансляция: HBO BAD
- Счёт неофициального судьи: Харольд Ледерман (66-66)

В ферврале 2002 года состоялся 2-й бой между Рафаэлем Маркесом и Марком Джонсоном. В конце 7-го раунда Маркес провёл правый хук в челюсть, и его противник оказался в нокдауне. Джонсон поднялся на счёт 9. После возобновления боя Маркес попытался добить противника, но ему не хватило времени. В конце 8-го раунда Маркес провёл серию ударов по корпусу, а затем правым хуком в голову послал американца на канвас. Джонсон встал на счёт 7. Как только бой возобновился Маркес выбросил двойку в голову, и Джонсон рухнул на настил. Рефери прекратил поединок, не открывая счёт.

### 2002—2003
В феврале 2003 года Маркес в 8-м раунде нокаутировал непобеждённого чемпиона мира в легчайшем весе по версии IBF Тима Остина.
В октябре 2003 года Маркес по очкам победил Маурисио Пастрану.

### 31 января2004Рафаэль Маркес —Питер Фриссина
- Место проведения:  Додж Театр, Феникс, Аризона, США
- Результат: Победа Маркеса техническим нокаутом во 2-м раунде в 12-раундовом бою
- Статус: Чемпионский бой за титул IBF в легчайшем весе весе (2-я защита Маркеса)
- Рефери: Рауль Каис младший
- Время: 2:00 — согласно БокРеку, 0:20 — согласно HBO
- Вес: Маркес 53,40 кг; Фриссина 53,50 кг
- Трансляция: HBO BAD
- Счёт неофициального судьи: Харольд Ледерман (10—7 Маркес)

В январе 2004 года Маркес вышел на ринг против Питера Фриссины. В конце 1-го раунда Маркес провёл двойку в голову противника. Потрясённый Фриссина отлетел на канаты. Маркес тут же добавил правый крюк в челюсть. Фриссина свалился на канвас. Он поднялся на счёт 4. После возобновления поединка Маркес обружил на претендента град ударов. Под их воздействием Фриссина вновь упал, но сразу же поднялся. Маркес не успел добивать противника, так как прозвучал спасительный для претендета гонг. В начале 2-го раунде Маркес сразу же бросился на противника. Он прижал Фрессину к канатам и начал избивать. Рефери вмешался и прекртатил поединок.

### 2004—2005
В июле 2004 года Маркес в 3-м раунде нокаутировал Эриберто Руиса.
В ноябре 2004 года состоялся 2-й бой между Маркесом и Маурисио Пастраной. Макрес нокаутировал противника в 8-м раунде.
В мае 2005 года он победил по очкам Рикардо Варгаса.

### 5 ноября2005Рафаэль Маркес —Сайленс Мабуза
- Место проведения:  Сизарс Тахо, Стейтлайн, Невада, США
- Результат: Победа Маркеса техническим нокаутом в 4-м раунде в 12-раундовом бою
- Статус: Чемпионский бой за титул IBF в легчайшем весе весе (6-я защита Маркеса); чемпионский бой за титул IBO в легчайшем весе весе (7-я защита Мабузы)
- Рефери: Норм Бадден
- Счет судей: Адалейд Бёрд (30—26), Барт Клементс (30—26), Денни Нелсон (30—26) — все в пользу Маркеса
- Время: 2:08
- Вес: Маркес 53,50 кг; Мабуза 53,50 кг
- Трансляция: Showtime

В ноябре 2005 года Маркес встретился с непобеждённым южноафриканцем Сайленсом Мабузой. В конце 1-го раунда Маркес левым хуком пробил в бороду. Мабуза зашатался и рухнул на канвас. Это был 1-й нокдаун в карьере южноафриканца. Мабуза поднялся на счёт 4. Маркес попытался добивать его, но не хватило времени. В бою Мабуза получил два рассечения — одно над левым глазом, другое — под правым. В начале 4-го раунда рефери приостановил поединок и направил южноафриканца к доктору. Врач разрешил продолжить бой. В конце 4-го раунда врач вновь осмотрел Мабазу. На это раз он посоветовал прекратить поединок. Рефери зафиксировал технический нокаут в пользу Маркеса. Угол Мабузы и зрители был недовольны остановкой бой.

### 5 августа2006Рафаэль Маркес —Сайленс Мабуза (2-й бой)
- Место проведения:  Монтблю Ресорт энд Спа, Стейтлайн, Невада, США
- Результат: Победа Маркеса техническим нокаутом в 9-м раунде в 12-раундовом бою
- Статус: Чемпионский бой за титул IBF в легчайшем весе весе (7-я защита Маркеса); чемпионский бой за титул IBO в легчайшем весе весе (1-я защита Маркеса)
- Рефери: Тони Уикс
- Счет судей: Адалейд Бёрд (88—83), Гленн Фелдман (88—83), Барт Клементс (87—83) — все в пользу Маркеса
- Время: 3:00
- Вес: Маркес 53,50 кг; Мабуза 55,30 кг
- Трансляция: Showtime
- Счёт неофициальных судей: Том Гарднер (78—74 Маркес), Майк Хаусер (77—75 Маркес), Марио Серрано (76—76) — оценки после 8-го раунда

В августе 2006 года состоялся 2-й бой между Маркесом и Сайленсом Мабузой. Маркес доминировал. Ближе к концу боя лицо южноафриканца превратилось в месиво. Мабуза напропускал в 9-м раунде кучу ударов. В перерыве между 9-м и 10-м раундами его угол принял решение об остановке боя.

### 3 марта2007Исраэль Васкес—Рафаэль Маркес
- Место проведения:  The Home Depot Center, Карсон, Калифорния, США
- Результат: Победа Маркеса техническим нокаутом в 7-м раунде в 12-раундовом бою
- Статус: Чемпионский бой за титул WBC во втором легчайшем весе весе (3-я защита Васкеса)
- Рефери: Рауль Каис младший
- Счет судей: Джек Рейсс (66—66), Дейв Моретти (65—67 Маркес), Пэт Расселл (65—67 Маркес)
- Время: 3:00
- Вес: Васкес 55,20 кг; Маркес 55,10 кг
- Трансляция: Showtime
- Счёт неофициальных судей: Карлос Ариас (65—67), Стив Ким (65—67), Лэнс Пагмайр (65—67) — все в пользу Маркеса

В марте 2007 года состоялся бой между Рафаэлем Маркесом и чемпионом мира в легчайшем весе по версии IBF Исраэлем Васкесом. В середине 3-го раунда Маркес выбросил в челюсть двойку — левый хук и сразу правый — затем добавил ещё левый хук. Васкес отошёл назад. Маркес бросился за ним и выбросил серию ударов в голову. Васкес сдвинулся влево и выбросил левый хук, который пришёлся прямо в челюсть. Маркес оказался в нокдауне. Он сразу же поднялся. После возобновления бой Васкес попытался добить противника, но Маркес на все удары отвечал. В перерыве между 7-м и 8-м раундами Васкес сообщил своему углу, что не может дышать, так как сломал нос. Бой был прекращён. Маркес победил техническим нокаутом в 7-м раунде.

### 4 августа2007Исраэль Васкес—Рафаэль Маркес (2-й бой)
- Место проведения:  Додж Арена, Идальго, Техас, США
- Результат: Победа Васкеса техническим нокаутом в 6-м раунде в 12-раундовом бою
- Статус: Чемпионский бой за титул WBC во втором легчайшем весе весе (1-я защита Маркеса)
- Рефери: Хосе Гуадалупе Гарсиа
- Счет судей: Рэй Хоукинс (48—47), Алехандро Рочин Мапула (48—47), Гейл Ван Хой (48—47) — все в пользу Васкеса
- Время: 1:16
- Вес: Васкес 54,90 кг; Маркес 54,90 кг
- Трансляция: Showtime
- Счёт неофициальных судей: Джейсон Гонсалес (46—49), Марк Мэй (47—49), Джейсон МакДэниел (47—48) — все в пользу Маркеса

В августе 2007 года состоялся 2-й бой между Рафаэлем Маркесом и Исраэлем Васкесом. Бой получился очень зрелищным. Периодически боксёры устраивали размены. В частности 3-й раунд прошёл именно в таком ключе. В начале 6-го раунда Васкес провёл левый хук в челюсть, и Маркес упал на канвас. Он сразу же поднялся. Сразу же после возобновления Васкес кинулся добивать противника. Он загнал его в угол. Маркес пытался отбиться, но пропускал больше. Чемпион смог выйти из угла, но Васкес сразу же прижал его к канатам. Маркес продолжал лихорадочно отбиваться, пятившись назад вдоль канатов. Васкес пытался его добить, однако Маркес все ещё стоял. Тут вмешался рефери и прекратил поединок. Маркес не согласился с решением рефери. Комментатор Showtime Стив Альберт назвал решением рефери спорным (controversial ending). Поединок получил статус «бой года» по версии журнала «Ринг», а 3-й раунд получил статус «раунд года» по версии журнала «Ринг».

### 1 марта2008Исраэль Васкес—Рафаэль Маркес (3-й бой)
- Место проведения:  The Home Depot Center, Карсон, Калифорния, США
- Результат: Победа Васкеса pаздельным решением судей в 12-раундовом бою
- Статус: Чемпионский бой за титул WBC во втором легчайшем весе весе (1-я защита Васкеса)
- Рефери: Пэт Расселл
- Счет судей: Макс ДеЛука (114—111 Васкес), Том Казмарек (111—114 Маркес), Джеймс Йен-Кин (113—112 Васкес)
- Вес: Васкес 55,30 кг; Маркес 55,10 кг
- Трансляция: Showtime
- Счёт неофициальных судей: Карлос Ариас (113—112), Кевин Айол (114—111), Стив Ким (114—111) — все в пользу Васкеса

В марте 2008 года состоялся 3-й бой между Рафаэлем Маркесом и Исраэлем Васкесом. Бой был таким же зрелищным как и предыдущие два. В середине 4-го раунда Маркес провёл правый хук в челюсть. Васкес шагнул назад. Маркес выбросил серию ударов. Правым хуком в голову он послал противника в нокдаун. Васкес поднялся на счёт 4. После возобновления Маркес кинулся добивать противника, но пропустил левый хук в подбородок от противника. Васкес выбросил ещё один левый крюк туда же. Маркес был на грани нокдауна. Он ответил. Завязался размен. В конце 10-го раунда Маркес выбросил низкий правый хук. Удар пришёл в резинку. Рефери решил, что удар пришёлся ниже пояса и снял с Маркес одно очко. Весь 12-й раунд Васкес доминировал, пробивая точный удары в голову. В конце 12-го раунда Васкес пробил двойку в голову, и Маркес упал на канаты. Рефери отсчитал нокдаун. Сразу после возобновления поединка прозвучал гонг. Раздельным решением судей победу одержал Исраэль Васкес. Поединок получил статус «бой года» по версии журнала «Ринг».